# Ратомир Мијановић
Ратомир Мијановић је књижевник и новинар из Требиња, Република Српска.

## Биографија
Рођен је 1970. године у Требињу.
Пише од 1998. године.
Радио у Радио Требињу, Гласу Требиња, Гласу Српске и бројним другим медијима. Ожењен, отац троје дјеце.